# Jack Mulhall
Jack Mulhall (ur. 7 października 1887, zm. 1 czerwca 1979) – amerykański aktor filmowy i telewizyjny.

## Filmografia
seriale
- 1936: Undersea Kingdom jako Por. Andrews
- 1954: The Public Defender
- 1956: Playhouse 90 jako Joe Ashley
- 1956: Alfred Hitchcock przedstawia jako właściciel baru (sez.1, odc. 30)
- 1958: 77 Sunset Strip jako Kenneth Webster

film
- 1910: A Child's Stratagem jako Mężczyzna w biurze
- 1915: Her Stepchildren jako Frank
- 1917: The Flame of Youth jako Jimmy Gordon
- 1922: Kärlekens ögon jako Robert
- 1924: Naga prawda jako Bob
- 1930: Reaching for the Moon jako Jimmy Carrington
- 1934: Kleopatra jako Rzymianin pozdrawiający Antoniusza (niewymieniony w czołówce)
- 1935: Mississippi jako biorący udział w pojedynku (niewymieniony w czołówce)
- 1935: Potępieniec jako mężczyzna po przebudzeniu (niewymieniony w czołówce)
- 1935: Two for Tonight jako lekarz (niewymieniony w czołówce)
- 1935: The Big Broadcast of 1936 jako kierownik radia (niewymieniony w czołówce)
- 1935: Skull and Crown jako strażnik graniczny Ed
- 1936: Anything Goes jako steward (niewymieniony w czołówce)
- 1936: Żona czy sekretarka jako Howard (niewymieniony w czołówce)
- 1936: Statek komediantów jako fan wyścigów (niewymieniony w czołówce)
- 1936: Romantyczna pułapka jako naganiacz (niewymieniony w czołówce)
- 1937: Niewidzialne małżeństwo jako Zagniewany gość w klubie nocnym
- 1937: Ich stu i ona jedna jako Rudolph
- 1938: W ludzkich sercach jako żołnierz (niewymieniony w czołówce)
- 1939: Ten cudowny świat jako reporter (niewymieniony w czołówce)
- 1940: Broadway Melody of 1940 jako George (niewymieniony w czołówce)
- 1940: Black Friday jako właściciel baru
- 1940: Strike Up the Band jako mężczyzna dzwoniący do zwcięzcy konkursu (niewymieniony w czołówce)
- 1940: Syn hrabiego Monte Christo jako Schmidt
- 1943: The Kansan jako Walter (niewymieniony w czołówce)
- 1945: The Phantom of 42nd Street jako porucznik Walsh
- 1952: Just for You jako major (niewymieniony w czołówce)
- 1955: Złotoręki jako strażnik więzienny (niewymieniony w czołówce)
- 1956: W 80 dni dookoła świata (niewymieniony w czołówce)
- 1977: Buck Rogers jako Kapitan Rankin, Hidden City forces

## Wyróżnienia
Posiada swoją gwiazdę na Hollywoodzkiej Alei Gwiazd.